# Semiothisa evanaria
Semiothisa evanaria är en fjärilsart som beskrevs av William Schaus 1901. Semiothisa evanaria ingår i släktet Semiothisa och familjen mätare. Inga underarter finns listade i Catalogue of Life.